# Xenoclystia delicata
Xenoclystia delicata là một loài bướm đêm trong họ Geometridae.